# Эдвин Мартон
Э́двин Ма́ртон (род. 17 февраля 1974 года, Вилок, Виноградовский район, Закарпатская область, УССР) — венгерский композитор и скрипач, лауреат премии «Эмми». Настоящее имя — Ла́йош Э́двин Чю́ри (венг. Lajos Edvin Csűry, русин. Лайош Эдуардовіч Чюрi).

## Биография
Родился в семье музыкантов, в 4-летнем возрасте родители начали преподавать ему азы скрипки. В возрасте восьми лет был принят в Центральную музыкальную школу при Московской консерватории им. П. И. Чайковского и начал обучение под началом Леонида Лундстрема.
Своё обучение продолжил у Евгении Чугаевой. Первый концерт дал в 12 лет вместе с Московским симфоническим оркестром. В возрасте 17 лет поступил в Музыкальную академию имени Ференца Листа в Будапеште, в класс Гезы Капаша.
Его музыка звучит во время программ многих известных фигуристов, таких как Евгений Плющенко, Татьяна Тотьмянина и Максим Маринин, Стефан Ламбьель, Юдзуру Ханю и многих других.
В 1996 году Эдвин Мартон выиграл конкурс скрипачей в Монреале, после которого Венгерская республика предоставила ему право играть на легендарной скрипке 1697 года работы Страдивари, на которой когда-то играл сам Паганини. Стоимость скрипки — 4 млн евро.
В 2008 году представлял Россию и занял первое место на Евровидении вместе с Димой Биланом и Евгением Плющенко.

## Образование
- 1983 — Центральная музыкальная школа при Московской государственной консерватории имени П. И. Чайковского[источник не указан 177 дней]
- 1991 — Музыкальная академия Ференца Листа, Будапешт[3]
- 1994 — Джульярдская школа, Нью-Йорк[источник не указан 177 дней]
- 1995 — Музыкальная академия, Вена[источник не указан 177 дней]

## Дискография
- 1996 Sarasate
- 2001 Strings 'N' Beats
- 2004 Virtuoso
- 2006 Stradivarius
- 2010 Hollywood